# Нієрит
Нієрит (англ. nierite) — мінерал класу самородних елементів, групи неметалічних карбідів та нітритів.

## Загальний опис
Хімічна формула: Si3N4. Склад (%): Si — 60,06, N — 39,94. Видовжені кристали. Сингонія тригональна, гексагональна. Твердість 9. Густина 13,7. Колір коричневий, білий. Риса — біла. Прозорий. Генезис метаморфічний. Рідкісний мінерал, який входить до складу хондртових метеоритів. Утворюється в асоціації з алмазом, камаситом, перитом, шрейберзитом, троїлітом, шпінеллю, хромітом, гібонітом, рутилом.
Основні знахідки: включення у хондритових метеоритах Адрар (Adrar), Інман (Inman), пустеля Адрар (Алжир), Індарх (Indarch) (Азербайджан). Назва в честь Альфреда Отто Карла Нієра (Alfred Otto Carl Nier) — професор хімії в Мінесотському університеті, США; засновник мас-спектрометрії.